# Leila et les Loups
Pour plus de détails, voir Fiche technique et Distribution.
Leila et les Loups (en arabe :  ليلى والذئاب, Layla wa z-zi'ab) est un long-métrage de fiction sorti en 1984, de la réalisatrice libanaise Heiny Srour. Film féministe et anticolonial, Leila et les Loups a remporté le Grand Prix de la compétition Tiers-Monde au Festival international du film de Mannheim-Heidelberg. 

## Synopsis
Leila, une Libanaise vivant à Londres - et une « alter ego » de Heiny Srour -, voit en imagination l'histoire de la Palestine et du Liban depuis la Première Guerre mondiale, qui a conduit à l'établissement des mandats britanniques et français, jusqu'à l'invasion israélienne du Liban en 1982. 
Leila prépare à Londres une exposition de photographies sur la Palestine. Les photos qu'elle agence représentent uniquement des hommes. Elle entreprend alors un voyage imaginaire dans le temps qui lui révèle le rôle politique des femmes au Moyen-Orient, généralement occulté dans le récit dominant, colonial et masculin. Le film représente surtout l'engagement des femmes dans les mouvements de résistance palestiniens et libanais.

## Tournage
Le tournage a été réalisé pour certains épisodes en Syrie, pour d'autres dans des camps d’entraînement palestiniens recréés ; le film montre aussi le centre-ville de Beyrouth en ruines après plusieurs années de guerre au Liban. Le tournage a duré sept ans. 

## Analyses
Leila et les Loups est nourri des Mille et une nuits et de la tradition du conte oral arabe,. 
Le style est expérimental par certains aspects, du fait des ruptures dans la continuité chronologique, avec par exemple le va-et-vient entre le récit-cadre centré sur Leila à Londres dans les années 1980, et le récit inséré déroulant un voyage dans le temps en Palestine et au Liban ; de plus, une même actrice peut jouer plusieurs rôles. Enfin, des images énigmatiques de femmes voilées sur une plage interrompent parfois la narration. 
Le film conjugue la fiction et le documentaire - la recréation du passé et les images d'archives. Le point de départ du "voyage imaginaire" effectué par Leila est la sous-représentation des femmes dans les photographies dont elle dispose pour son exposition londonienne consacrée à la résistance des Palestiniens contre la puissance mandataire britannique puis contre Israël. Ainsi, de nombreuses scènes du film sont des reconstitutions qui tentent de pallier l'absence d'images dans le corpus officiel. Toutefois, le film montre aussi des archives, qui sont là à titre de«  preuves », de « témoignages » et qui inscrivent les luttes des femmes dans  une perspective historique. Sont ainsi reproduites par exemple des images de l'armée britannique en Palestine mandataire, et des images puisées dans les archives des Nations Unies de camps de réfugiés palestiniens.
La représentation de femmes tuées en combattant contre l'ennemi n'élève pas ces femmes au rang de martyres héroïques, toutefois le film valorise l'engagement féminin dans les luttes de leurs temps et particulièrement l'aspiration palestinienne à se libérer du sionisme.
Une des sources d'inspiration du film est Fatma 75, film de la Tunisienne Salma Baccar sorti en 1976, centré sur la position des femmes tunisiennes au sein de la lutte révolutionnaire. Toutefois, exception faite du début du film qui évoque les figures de femmes tunisiennes de premier plan à travers les siècles, cette œuvre accorde la plus grande place à des questions contemporaines.

## Réception
Leila et les Loups remporte le Grand Prix de la compétition Tiers-Monde au Festival international du film de Mannheim-Heidelberg.
Il est distribué au Royaume-Uni par Cinenova (en), collectif de cinéma féministe qui prend le relais de Cinema of Women, lequel était le distributeur du film à sa sortie au Royaume-Uni. En l'absence d'une édition en DVD ou VHS, pendant longtemps l’accès aux films de Heiny Srour a été « limité aux manifestations cinématographiques militantes ou de recherche, aux festivals régionaux ou thématiques ». 
Le film a été restauré par les laboratoires du Centre national du cinéma, et fait partie de la sélection Festival du film de Venise en 2021, dans la section « Venice Classics » ; il est projeté en France au Festival Toute la mémoire du monde en 2022 ; au Liban en 2023 (au Musée Sursock et à l'Institut français de Deir al Qamar) ; au Royaume-Uni en 2024, à l'Institute of Contemporary Arts - qui projette des films d’avant-garde à Londres.  
Le film est en libre-accès en ligne depuis 2022 (sous-titres en anglais). 
Une image extraite de Leïla et les loups illustre l'encyclopédie de Rebecca Hillauer consacrée aux femmes cinéastes arabes, Encyclopedia of Arab Women Filmmakers, Cairo, American University in Cairo Press, 2006,  ainsi que l'ouvrage de Andrea Morini et al. (dir.), Il Cinema dei paesi arabi, Venise, Saggi Marsilio, 1993.

## Fiche technique
- L'assistant réalisateur est Sabah Jabbour[20]
- Les dialogues sont de la journaliste Sonia Beyrouthy[5]
- La musique du film est de Zaki Nassif[5]
- Directeur de la photographie : Charlet Recors, Curtis Clark
- Rédactrice en chef : Eva Houdova
- Musique : Mounir Bachir, Laki Nassif
- Actrices et acteurs : Nabila Zeitouni (Leila), Rafik Ali Ahmad (le compagnon de Leila), Raja Nehme, Sabah Obeid, Samar Samy